# Frankenland-Turnier
Das Frankenland-Turnier war von 1966 bis 2006 das älteste vom Fecht-Club Tauberbischofsheim ausgetragene Turnier. Es handelte sich um einen internationalen Herrendegen-Weltcup der Junioren in Tauberbischofsheim im Main-Tauber-Kreis in Baden-Württemberg.

## Geschichte

### Frankenland-Turnier
Das Frankenland-Turnier wurde erstmals 1966 in Tauberbischofsheim ausgefochten. Gewinner der ersten drei „Frankenland-Turniere“ war Elmar Beierstettel, der für diesen Dreifach-Triumph den  Frankenland-Turnier-Pokal behalten durfte. Nach dem 41. Frankenland-Turnier im Jahre 2006 fand in Tauberbischofsheim kein Junioren-Weltcup im Herrendegen mehr statt.

### Sieger der Frankenland-Trophäe
Die folgenden Fechter konnten die Frankenland-Trophäe in der Turniergeschichte von 1966 bis 2006 gewinnen:
- 1966, Elmar Beierstettel,  Deutschland, FC Tauberbischofsheim[4]
- 1967, Elmar Beierstettel,  Deutschland, FC Tauberbischofsheim[4]
- 1968, Elmar Beierstettel,  Deutschland, FC Tauberbischofsheim[4]
- 1969, Daniel Giger,  Schweiz
- 1970, Harald Hein,  Deutschland, FC Tauberbischofsheim[4]
- 1971, Jean-Blaise Evéquoz,  Schweiz
- 1972, Heiner Hübner,  Deutschland, Ulm
- 1973, Francesco Loy,  Italien
- 1974, Philippe Riboud,  Frankreich
- 1975, Alexander Pusch,  Deutschland, FC Tauberbischofsheim[4]
- 1976, Walter Steegmüller,  Deutschland, FC Tauberbischofsheim[4]
- 1977, Michael Poffet,  Schweiz
- 1978, Oliver Lenglet,  Frankreich
- 1979, Thomas Weber,  Deutschland, Maintal-Dörnigheim
- 1980, André Kuhn,  Schweiz
- 1981, Philippe Kuras,  Frankreich
- 1982, Arwin Kardolus,  Niederlande
- 1983, Frank Wagner,  Deutschland, Bonn
- 1984, Frédéric Delpla,  Frankreich
- 1985, Arnd Schmitt,  Deutschland, FC Tauberbischofsheim[4]
- 1986, Cedenese Davide,  Italien
- 1987, Fanco di Martino,  Frankreich
- 1988, Marco Chiei,  Italien
- 1989, Ludovic Lesne,  Frankreich
- 1990, Gábor Totola,  Ungarn
- 1991, Daniel Lang,  Schweiz
- 1992, Michael Flegler,  Deutschland, FC Tauberbischofsheim[4]
- 1993, Cedric Pillac,  Frankreich
- 1994, Marek Jendrys,  Polen
- 1995, Alfredo Rota,  Italien
- 1996, Michael Kauter,  Schweiz
- 1997, Mathieu Denis,  Frankreich
- 1998, Sven Schmid,  Deutschland, SV Böblingen
- 1999, Éric Boisse,  Frankreich
- 2000, Christoph Kneip,  Deutschland, TSV Bayer 04 Leverkusen
- 2001, Jens Pfeiffer,  Deutschland, TSV Bayer 04 Leverkusen
- 2002, Mathieu Canu,  Frankreich[4]
- 2003, Gauthier Grumier,  Frankreich[4]
- 2004, Anton Awdejew,  Russland
- 2005, Rubén Limardo,  Venezuela
- 2006, Benjamin Ungar,  Vereinigte Staaten

## Statistik
Fechter des Fecht-Clubs Tauberbischofsheim konnten das Turnier mit insgesamt neun Erfolgen am häufigsten gewinnen. Rekordsieger ist Elmar Beierstettel, der drei Erfolge vorzuweisen hat. Beierstettel ist auch der einzige Fechter, der das Turnier mehr als einmal gewinnen sowie seinen Titel verteidigen konnte, was im zweimal in Folge gelang.
Fechter der folgenden zehn Nationalitäten konnten das Turnier gewinnen (in Klammern die Anzahl der Erfolge je Land):
1. Deutschland (15)
2. Frankreich (11)
3. Schweiz (6)
4. Italien (4)
5. Niederlande,  Ungarn,  Polen,  Russland,  Venezuela,  Vereinigte Staaten (jeweils 1)